# برستون براون (لاعب كرة قدم أمريكية)
برستون براون (بالإنجليزية: Preston Brown)‏ هو لاعب كرة قدم أمريكية أمريكي، ولد في 2 مارس 1958 في ناشفيل في الولايات المتحدة.